# Ľudovít Hazucha
Ľudovít Hazucha (magyarosan: Hazucha Lajos, Vágújhely, 1795. október 3. – Szentistvánkút, 1855. augusztus 16.) római katolikus plébános, teológus.

## Élete
1795. október 3-án született a mai Szlovákia területén lévő Vágújhelyen Hazucha György (vagy Juraj Hazucha) és Ruzsicska Anna (vagy Anna Ružičková) gyermekeként. Apai ágon nemes, a nemes kelemenfalvi Hazucha család leszármazottja.
Teológiát és filozófiát tanult, 1827. március 9-én Esztergomban misés pappá szentelték föl. Segédlelkész volt Miaván, Pöstyénben és Újvároskában. 1834. július 1-jén plébános lett Hoszprunkán (később Szentistvánkút), ahol 60 évesen 1855. augusztus 16-án kolerában meghalt.

## Munkája
- Ode honoribus ill. ac rev. dni Antonii e com. Berényi... dum in praeposituram Vág-Ujhelyiensem installaretur oblata. Pestini, 1826.